# Physcomitrella
Physcomitrella là một chi rêu trong họ Funariaceae.